# Bogg
Bogg a Csillagok háborúja elképzelt univerzumának egyik szereplője.

## Leírása
Bogg a geonosisi fajhoz tartozó férfi mérnök, aki a Makem Te nevű bolygón az úgynevezett Bogg Behemoth szárazföldi tankot tervezte és vezette. Szemszíne vörös. A Független Rendszerek Konföderációja oldalán állt.
Ez a geonosisi a saját építésű tankjával éppen a Thousand Thousand nevű városra, és annak értelmes népére, a Swokes Swokes-okra akart lőni, amikor is a köztársaságiak elfogták őt és harci járművét.

## Megjelenése a képregényekben
Erről a geonosisi mérnökről a „Burn the Behemoth!—Star Wars: The Clone Wars Comic UK 6.17” című képregényben olvashatunk először.

## Fordítás
- Ez a szócikk részben vagy egészben a Bogg című Wookieepedia-szócikk fordítása. Az eredeti cikk szerkesztőit annak laptörténete sorolja fel.